# صناعة أمريكية (فلم)
صناعة أمريكية (بالإنجليزية: American Made) هو فيلم جريمة وسيرة ذاتية تم إنتاجه في الولايات المتحدة سنة 2017. الفيلم من إخراج دوج ليمان ومن بطولة توم كروز وسارة رايت. بلغت تكلفة إنتاج الفيلم حوالي 50 مليون دولار. يتحدث الفيلم عن قصة الطيار باري سيل والذي يلتحق بالعمل في وكالة المخابرات المركزية كمُروّج لتجارة المخدرات والأسلحة في أمريكا الوسطى.

## طاقم العمل
- توم كروز بدور باري سيل.
- سارة رايت بدور لوسي سيل.
- دومينال غليسون بدور مونتي شيفر.
- اليخاندرو ايدا بدور خورخي لويس أوتشوا فاسكيز.
- بينيتو مارتينز بدور جيمس رانجيل.
- ماوريسيو ميخيا بدور بابلو اسكوبار.
- جيما ميس بدور دانا سيبوتا.[4]
- جيسي بليمنز بدور الشريف داونينج.
- لولا كريك بدور جودي داونينج.
- جيد ريس بدور لويس فينكلي.
- كيلب لاندري جونز بدور جي بي.
- كونور ترينر بدور جورج دبليو بوش.
- روبرت فاريور بدور أوليفر نورث.

## القصة
الطيار باري سيل (توم كروز) يعمل لدى خطوط شركة تي دبليو ايه، كان الأول على صفه في دورية الطيران المدني وأصغر طيار في تاريخ الخطوط الجوية «ترانس وورد»، بذكائه أستطاع تهريب السيجار الكوبي إلى الولايات المتحدة عن طريق كندا. في عام 1978 يقوم ضابط من وكالة المخابرات المركزية يطلق على نفسه «مونتي شيفر» بكشفه وهو مؤمن بذكائه ولكي لا يفضحه ويدخله السجن يقوم بتجنيده لكي يكسب منه. فيقوم باري سيل بمهام استطلاع سرية في أمريكا الوسطى باستخدام طائرة صغيرة مزودة بكاميرات مثبتة للكشف عن أماكن الثوريين الشيوعيين.
في وقت لاحق من ثمانينيات القرن العشرين يطلب شافر من سيل البدء في العمل كبائع بين وكالة المخابرات المركزية والجنرال نورييغا في بنما، حيث يزوده بالنقود ويزودهم بمعلومات سرية عن بلاده وعن الشيوعيين. خلال المهمة تلتقطه منظمه لتهريب المخدرات اسمها كارتل ميديلين ويتعرف بها على بابلو اسكوبار وخورخي لويس أوتشوا وكارلوس ليهدر ويطلبوا منه أن يهرب كوكايين في رحلاته إلى الولايات المتحدة مقابل مال. فيقبل ويهرب الكوكايين إلى لويزيانا. تتغاضى وكالة المخابرات المركزية عن قضية تهريب المخدرات، لكن في يوم ما تقبض عليه مكافحة المخدرات في كولومبيا ومن خلالهم يصل الخبر إلى الشرطة وإدارة مكافحة المخدرات في أمريكا، ولتفادي السلطات يقوم شافر بتحريك سيل وعائلته إلى منطقة نائية في مينا، أركنساس.
في وقت لاحق يطلب شافر من سيل بأن يقوم بنقل البنادق إلى نيكاراغوا كونترا في أمريكا الوسطى بسبب الحرب. ولكن بعد فترة يدرك سيل أن القادة في نيكاراغوا كونترا ليسوا جادين بشأن الحرب وهمهم أن يصبحوا أثرياء، وبعدها يبدأ سيل بتداول البنادق مع منظمة كارتل. تؤسس وكالة المخابرات المركزية الأمريكية قاعدة تدريب في أرض سيل في مينا ليطير إلى كونترا من القاعدة، ويقوم بإحضار أشخاص من نيكارجوا ليتدربوا في الأرض ولكن العديد منهم يهربون بمجرد وصولهم.
يجني سيل الكثير من المال ويقوم بدفنه في حقائب في الفناء الخلفي. ينتقل جي بي وهو «شقيق زوجته» إلى منزل سيل لأنه عاطل عن العمل ويريد أن يجني المال فيعينه باري سيل عنده ليقوم بتنظيف ونقل الأغراض في القاعدة العسكرية. في نهاية المطاف يبدأ جي بي بسرقة الأموال المخبأة في أرض المنزل، يتم القبض عليه من الضابط داونينج بحقيبة مليئة بالنقود والتي حصل عليها باري عن طريق غسيل الأموال، يستطيع باري إخراج جي بي من الشرطة ويعطيه مال وتذكرة سفر إلى بورا بورا ويخبره أن يختبئ هناك. يطلب جي بي النقد الأسبوعي، ويقوم بمضايقة سيل ويطلب منه إهانة زوجته، فيغضب باري سيل منه ويحاول مطاردته لكن سيارة جي بي تنفجر. حيث يتضح أنه قام تاجر المخدرات خورخي بوضع متفجرات في سيارة جي بي حتى لا يتطفل ويتسبب بأي شيء.
وبسبب غسيل الأموال وتجارة المخدرات وتهريب الأسلحة تقوم وكالة المخابرات المركزية في نهاية المطاف تقوم بإغلاق القاعدة العسكرية والبرنامج وتتخلى عن باري، كأن شيئاً لم يكن. وفي نفس اليوم يتم اعتقاله من قبل مكتب التحقيقات الفيدرالي، وإدارة مكافحة المخدرات، ومكتب الكحول والتبغ والأسلحة النارية والمتفجرات، وشرطة ولاية أركنساس في وقت واحد. يهرب سيل من الملاحقة القضائية من خلال عقد صفقة مع البيت الأبيض، حيث كان حينها رونالد ريغان يريد أدلة على أن الساندينيين هم مهربو المخدرات. يسألون باري سيل إذا كان يستطيع الحصول على صور تربط منظمة كارتل ميديلين بالساندين في نيكاراغوا، ويعدوه بالسرية التامة. ينجح سيل في الحصول على الصور، لكن البيت الأبيض يطلقها كدعاية ضد الساندينيين أمام الجميع، ويظهر سيل بشكل بارز في الصور، مما يؤدي إلى إلقاء القبض عليه، وتقوم عصابة كارتل بالتآمر عليه للانتقام منه، ويأمر بابلو اسكوبار أفراد العصابة بقتله.
أُدين باري نظراً لمساعدته لأمريكا لحكم خفيف، وهو ما مجموعه 1000 ساعة خدمة المجتمع. يقوم باري كل يوم بالانتقال من فندق إلى فندق للبقاء في الخفاء لأن خدمة المجتمع تُجرى في نفس المبنى كل ليلة. يرسل بابلو اسكوبار وكارتل القتلة ويستطيعون بسهولة تحديد موقع باري ويقومون بقتله. تقوم وكالة المخابرات المركزية بتدمير جميع الوثائق والأدلة الأخرى المرتبطة بباري لتجنب تورطها في تهريب المخدرات حتى بعد وفاة «باري» وتدمير الأدلة، لا تزال وكالة الاستخبارات المركزية متورطة في قضية إيران كونترا سيئة السمعة.

## تحطم طائرة
اثناء تصوير الفيلم في كولومبيا بتاريخ 11 سبتمبر 2015 تحطمت طائرة صغيرة كنت تستخدم في تصوير الفيلم للممثل توم كروز، وأدت إلى مقتل اثنين من طاقم الطائرة ونقل ثالث إلى المستشفى. وقالت هيئة الطيران المدني الكولومبية في بيان لها إن الطائرة سقطت بالقرب من ميديلين مساء الجمعة. وقالت أنه لم تتعرف على سبب تحطم الطائرة، لكن ذكر موقع «تي إم زد» المتخصص بفضائح المشاهير ذكر أن المنطقة كانت تعاني من سوء أحوال الطقس.

## وصلات خارجية
- مقالات تستعمل روابط فنية بلا صلة مع ويكي بيانات